# Colentina

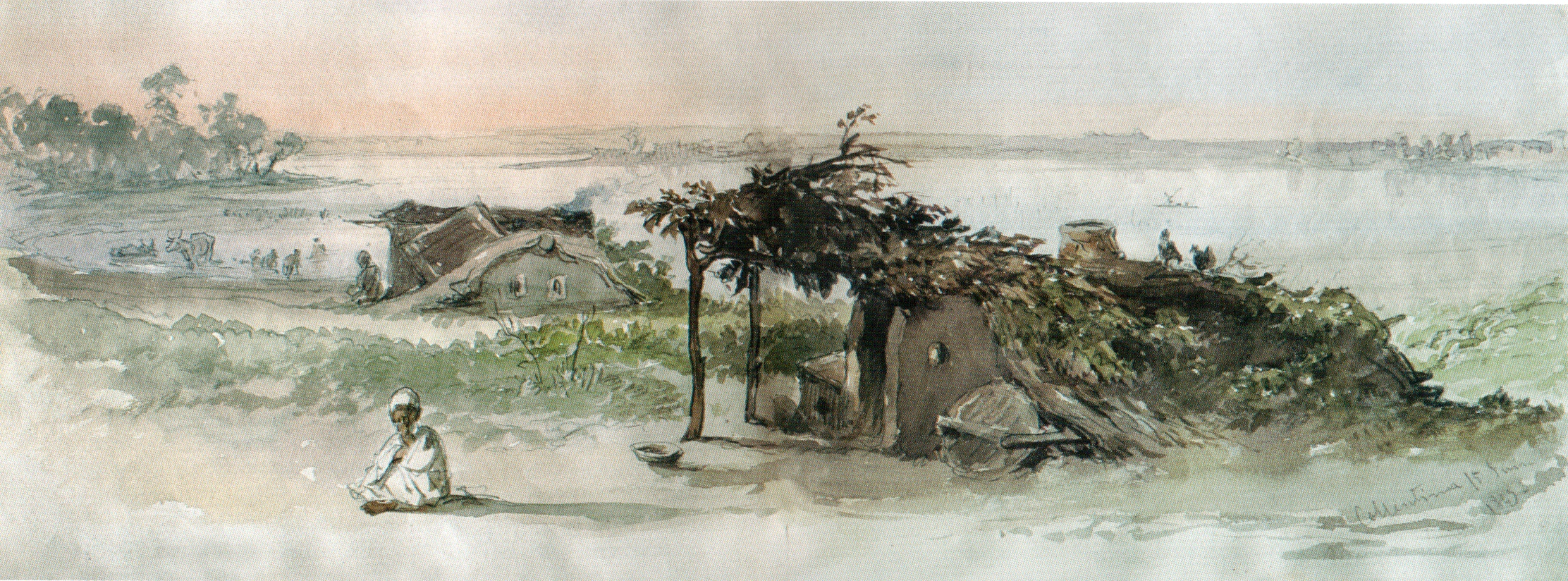
O colibă în satul Colentina, acuarela de Amedeo Preziosi (1869)

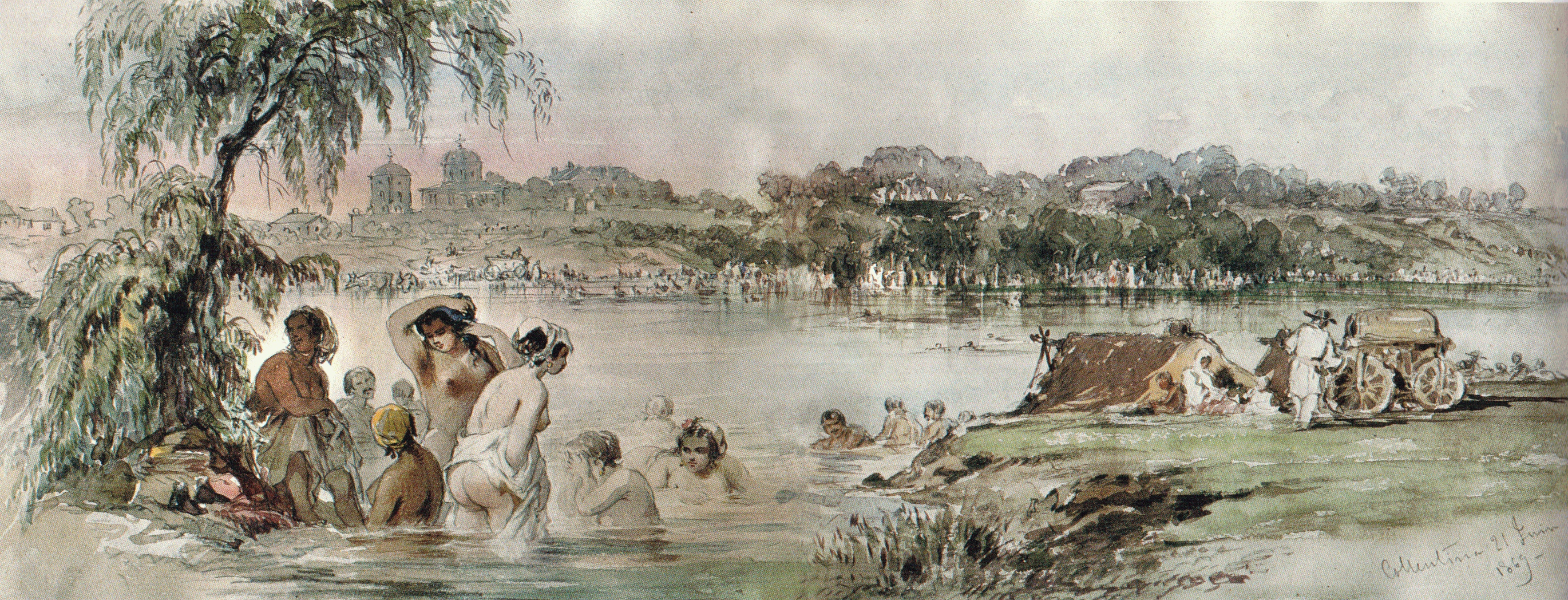
La scăldat în râul Colentina, acuarela de Amedeo Preziosi (1869)

Colentina este un cartier situat în sectorul 2 al Bucureștiului, fiind străbătut de râul Colentina.
Cartierul este mărginit la Sud de Piața Obor, cea mai mare din București, lângă care s-a deschis în anul 1975 magazinul universal Bucur Obor, la vest de cartierul Tei, la est de cartierul Baicului iar la Nord de cartierele Andronache și Ion Creangă. Acest cartier este în mare parte dominat de blocuri cu 8-10 etaje, construite între 1973-1989. Cel mai vechi bloc din Colentina este unul cu 4 etaje, construit la finalul aniilor 1950.
Pe șoseaua Colentina se regăsesc în prezent importante spații comerciale ale Capitalei:
- Centrul Comercial Europa și Dragonul Roșu
- Carrefour Colentina
- Kaufland Bucur Obor
- Centrul Comercial Bucur Obor

## Etimologie
Numele Colentina este de originea slavă, ca multe alte toponime din Câmpia Română.

## Istoric
Teritoriul actual al cartierului Colentina a constituit o comună de sine stătătoare, inclusă la 1901 în județul Ilfov și formată din satele Colentina, Fundeni și Plumbuita.